# Zoica bambusicola
Zoica bambusicola là một loài nhện trong họ Lycosidae.
Loài này thuộc chi Zoica. Zoica bambusicola được Pekka T. Lehtinen & Heikki Hippa miêu tả năm 1979.